# Kreenholm

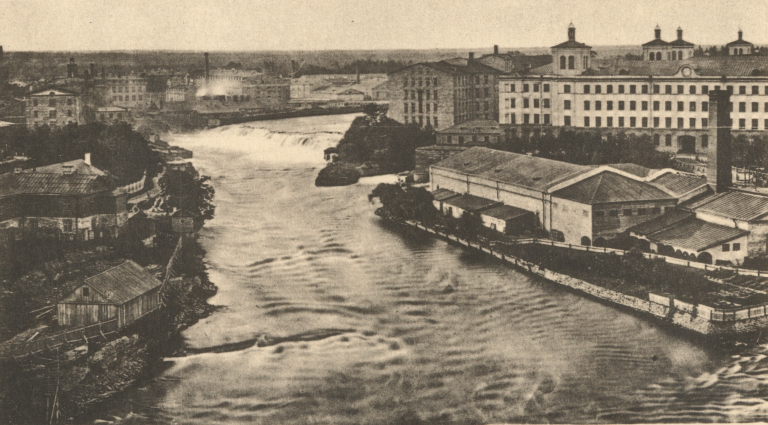
Východní rameno Narevského vodopádu a ostrov Kreenholm (vpravo) v roce 1886

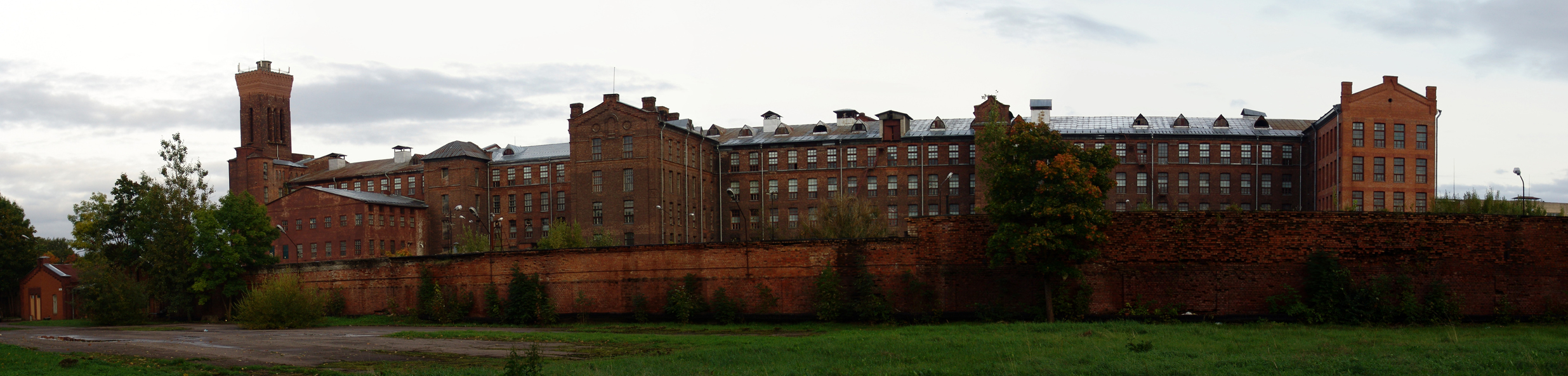
Kreenholmská manufaktura (2009)

Kreenholm (německy Krähnholm nebo Kränholm, švédsky Krenholm, znamenající „vraní ostrov“) je říční ostrov na řece Narva, ve města Narva, patřící Estonsku.
Rozloha ostrova je asi 13 hektarů, dlouhý je 750 metrů a široký 250 metrů. Ostrov rozděluje řeku a Narevský vodopád na východní a západní rameno. Východním ramenem prochází estonsko–ruská státní hranice.
Výše proti proudu řeky se nachází přehradní hráz Narevské vodní elektrárny. Koryto se pod přehradou dělí ve dvě ramena a obklopuje Kreenholm. Řeka zde překračuje Baltsko-ladožskou terasu a vytváří po obou stranách ostrova Narevský vodopád, který byl před postavením přehrady a vysušením koryta nejmohutnějším vodopádem Evropy. Teprve pod ostrovem se do starého koryta opět vlévá voda, která prošla elektrárnou.
Ve 14. století byla na ostrově vodou poháněná pila. V roce 1538 postavil Livonský řád mečových bratří vodní mlýn na levém břehu řeky, přímo naproti ostrovu. V roce 1823 začala na pravém břehu řeky fungovat textilní továrna místního obchodníka Paula Mommy, produkující flauš. Na pravém břehu se nacházela továrna na zpracování lnu barona Stieglitze.
V roce 1856 koupil celý ostrov podnikatel a obchodník s bavlnou Ludwig Knoop a vybudoval zde známou textilní manufakturu. Její budova je estonskou kulturní památkou.